# L'angelo (fiaba)
L'angelo (Engelen) è una fiaba di Hans Christian Andersen del 1843-44; narra la storia di un angelo che aiuta un bambino morto a raccogliere dei fiori per portarli in cielo. Il racconto potrebbe esser stato ispirato dalla morte della figlia maggiore dei suoi amici, Edvard e Jette Collins.

## Trama
Un angelo sta scortando un bambino appena morto verso il cielo; prima però vagano per un po' sulla Terra, visitando i luoghi a lui più cari. Lungo la strada scorgono i fiori destinati ad essere trapiantati nei giardini celesti. L'angelo conduce allora il bambino verso una zona povera, dove in mezzo ad un campo giace un giglio morto sopra ad un mucchio di spazzatura.
L'angelo recupera il fiore spiegando che aveva allietato un ragazzo zoppo prima di morire: infine l'angelo rivela che era stato lui stesso quel ragazzo.